# 世界高血壓日
世界高血壓日（英語：World Hypertension Day，縮寫：WHD）由世界高血壓聯盟（WHL）指定並發起的日子，該聯盟本身就是一個由85個國家高血壓協會和聯盟組成的傘狀組織。發起這一天是為了提高人們對高血壓的認識。這一點特別重要，因為高血壓患者缺乏適當的知識。2005年5月14日，WHL發起了第一個世界高血壓日。自2006年起，WHL一直將每年的5月17日作為世界高血壓日。
高血压病是一种世界性的常见病、多发病，严重威胁着人类健康。
2005年，作為首屆工作，主題單純是「對高血壓的認識」。2006年的主題是「對待目標」，重點是保持血壓的控制。建議普通人群和沒有任何其他並發症的高血壓人群的血壓低於140/90毫米汞柱，而糖尿病或慢性腎臟病患者的血壓低於130/80毫米汞柱。這些是國際和加拿大指南推薦的臨界值。2007年世界衛生大會的主題是「健康飲食，健康血壓」。通過這些具體的主題，世界衛生大會不僅要提高對高血壓的認識，而且要提高對導致高血壓發病率上升的因素以及對預防高血壓的方法的認識。為了增強公眾對高血壓的認知，2008年的主題是「在家裡測量你的血壓」。最近的報告證實了使用家用監測器測量血壓的簡易性、準確性和安全性。
在2013年至2018年期間，世界衛生大會的主題是「了解你的數字」，目的是提高全世界所有人群的高血壓意識。
2022年世界高血压日主题是“精准测量 有效控制健康长寿”。